# Paramuricea chamaeleon
Paramuricea chamaeleon är en korallart som först beskrevs av Koch 1887.  Paramuricea chamaeleon ingår i släktet Paramuricea och familjen Plexauridae. Inga underarter finns listade i Catalogue of Life.